# Presión crítica

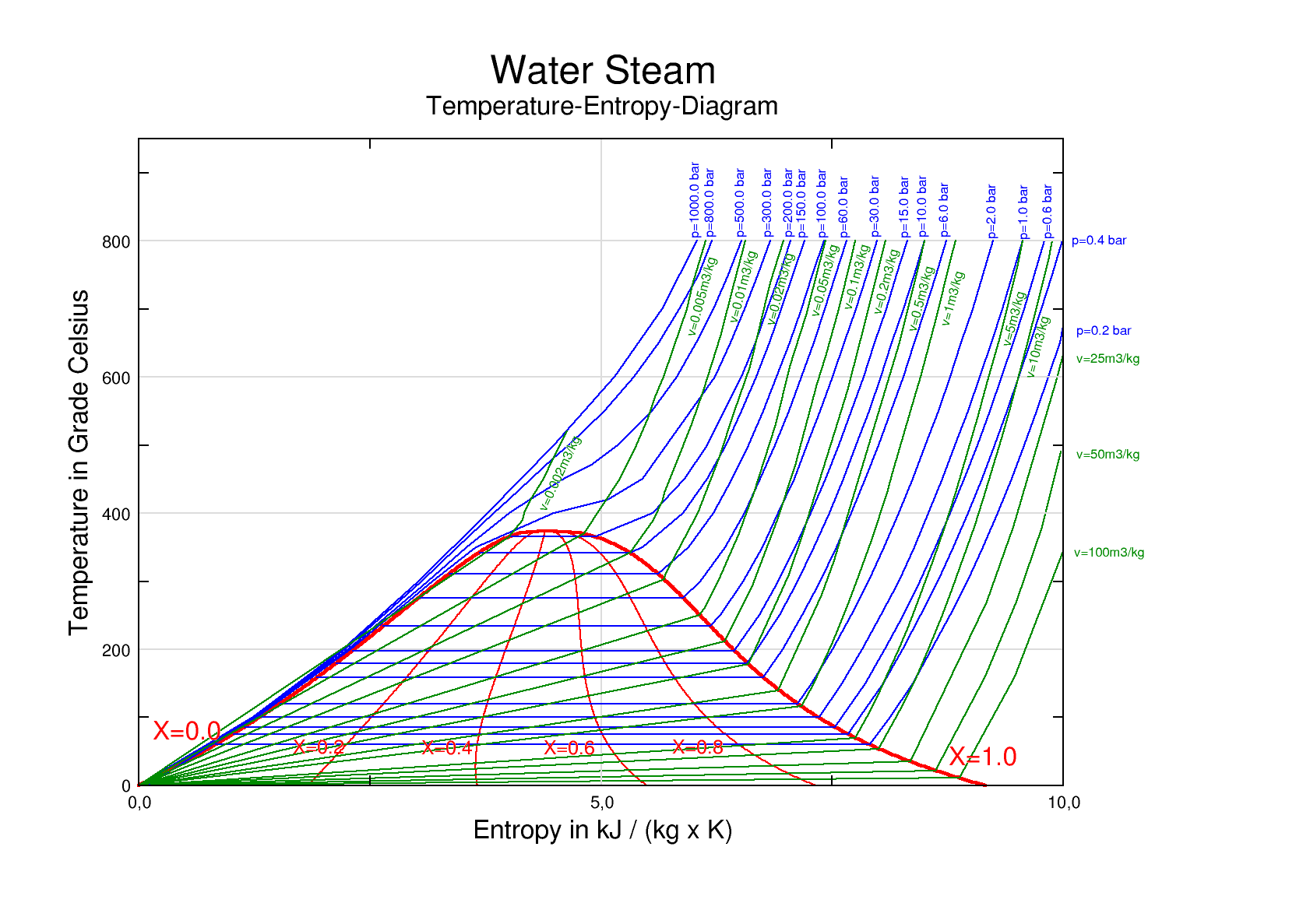
Diagrama T-S de estado del agua

La presión crítica es la máxima presión a la cual dentro de un proceso isobárico, es decir, a presión constante, una sustancia puede cambiar de estado de agregación entre líquido y gaseoso al variar la temperatura. Por sobre esta presión, la sustancia se halla en forma de fluido supercrítico, que presenta propiedades híbridas entre líquido y gas. Es una propiedad intensiva propia de toda sustancia, al igual que la temperatura crítica.
En la imagen de al lado se muestra el comportamiento del agua en el plano temperatura-entropía específica, la curva del agua en este caso es empleada sólo como ejemplo, dado que una curva análoga puede ser definida para cualquier otra sustancia. Desde la curva (en rojo) que separa la fase líquida (bajos valores de T y de s) hasta la fase gaseosa (altos valores de T y de s) se ve que el plano prácticamente está dividido en tres zonas: una zona a la izquierda de la curva, en la que existe el líquido, una zona a la derecha de la curva en la que la sustancia está presente como gas y finalmente una zona encerrada por la curva en la que coexisten las fases líquida y gaseosa en equilibrio, habiendo un cierto título que representa la relación en peso entre líquido y vapor en equilibrio. El pico de la curva es el punto crítico, un determinado valor de presión (presión crítica) y temperatura (temperatura crítica).
La relevancia de estas características de las sustancias viene del hecho de que, a presiones superiores a la presión crítica la transformación del líquido en gas sucede sin paso por la fase del vapor, por lo tanto de modo prácticamente instantáneo y conservando la continuidad de las características físicas.
En el caso del agua resulta:
- {\displaystyle P_{c}} del agua es 217,67 atm = 220,55 bar
- {\displaystyle T_{c}} del agua es 647,1 K = 374 °C